# タキン・ソー
タキン・ソー（ビルマ語: သခင်စိုး、[θəkʰiɰ̃ só]と発音、1906年 - 1989年5月6日）は 、ビルマ共産党（SPB）の創設メンバーであり、「われらビルマ人連盟」（ドバマ・アシアヨン、ビルマ語: တို့ဗမာအစည်းအရုံး、Dóbăma Ăsì-Ăyòun、DAA。通称：タキン党）のメンバーでもあった。1946年に赤旗共産党を設立し、1970年に逮捕されるまで反政府武装闘争を行った。

## 生い立ち
1906年、モン州モーラミャイン近郊のチャウタウン（Kyauktan）村生まれのモン族である。大学には進まず、1922年から1937年までの14年間、バーマ・オイルに勤務し、ヤンゴン近郊のタンリン（シリアム）の石油精製所で研究助手として働いていた。
1930年代、ミャンマー社会がサヤーサンの乱、反植民地闘争、労働者のストライキ、反中デモ、反ムスリムデモで騒然とする中、他のメンバーがデモや集会に明け暮れていたが、ソーはマルクス主義関連の書物の読書と研鑽に励み、1938年6月、ナガニ（赤い龍）図書クラブから初めての著作『社会主義』を出版した。当時、ソーは失業中でタキン党のメンバーの元で居候中で、ミャンマー語の読み書きが上手ではなかったので、本の条文を書いた、のちにビルマ共産党（CPB）の議長となるタキン・タントゥンが、かなり手を入れたのだという。
その年、ソーは、われらがビルマ人同盟（タキン党）に参加して中央委員会のメンバーとなり、マグウェ地方域のイェナンジャウン、チャウ油田ストライキでも活躍したと伝えられる。彼は優れた歌手で、ヴァイオリン奏者でもあり、政治集会の際はその美声を披露して、大いに聴衆を楽しませたのだという。

## ビルマ共産党結成
1939年8月15日、ヤンゴンのサンチャウン郡区のミャイヌー通りにあったタキン・バーヘインの自宅で、ビルマ共産党（CPB）が結成されたが、ソーはその創設メンバーの1人となった。しかしその翌年、第一次世界大戦時に協力した見返りとして約束したミャンマーの独立をイギリスが反故にしたことに抗議するデモに参加して、他のタキン党のメンバーとともに逮捕され、投獄された。
当時、タキン党のメンバーの間では、ビルマ独立のために日本側に付くか、連合国側に付くかで対立があり、大多数は前者だったが、ソーは、ファシズムと軍国主義こそが植民地解放運動の主たる敵であるという、当時の世界の左翼勢力が共有してた信念を有し、まずイギリスその他の資本主義同盟国と連携して、その後、ソ連と同盟を組んで日本を攻撃する必要があると主張していた。1941年7月には、獄中からタキン・タントゥンとともに、その旨を記述した「インセイン宣言」という文書を発表し、翌1942年、日本軍がミャンマーに侵攻するとソーは釈放されたが、その後も日本軍には一切協力せず、エーヤワディー・デルタ地帯とラカインを行き来しながら抵抗運動を組織し、幹部に軍事訓練を施すという生活を送った。そして有名無実化していたCPBを再建し、1944年1月、ピャーポン郡区のニャウンジャウン村で党の会合を開いて、書記長に選出された。
日本軍がミャンマーの独立に消極的なことが明らかになると、1944年8月アウンサンは反ファシスト人民自由連盟（AFPFL）を結成、ビルマ国民軍（BNA）、人民革命党（PRP)とともにCPBもこれに参加した。そして1945年、日本軍に協力していたアウンサンがついに抗日蜂起を決意すると、2月27日にヤンゴンで行われたAFPFLの秘密会合で、ソーは『独立宣言第4号：反乱の時が来た』という抗日抵抗運動の戦術的・組織的原則を記した文書を提出。3月27日、アウンサン率いるBNA改めビルマ愛国軍（PBF）が武装蜂起した際、戦略目的で国を8つの軍管区に分割したが、ソーは第2軍管区 (ピャーポン、エーヤワディーデルタ東部)の政治顧問を務めた。ちなみに第2軍管区の軍司令官はネ・ウィンで、2人は時に衝突しながらもよく協力したのだという。そして同年5月1日、ヤンゴンは開放され、その数か月後、日本軍はミャンマーから完全撤退した。

## 赤旗共産党結成
独立前の1945年7月20日と21日、ヤンゴンでCPB第2回党大会が開催され、社会主義への平和的移行を主張するブラウダーイズムが党の基本方針として採用されたが、この場でソーは重婚を理由に2年間の党員資格停止という処分を下され、書記長の任を解かれた。とはいえソーは党のこの新しい基本方針を一旦は受け入れたが、同年9月、インドを訪れてインド共産党と会談した際、当地でブラウダーイズムが激しく批判されているのを目の当たりにして、独立を達成する唯一の手段は武装闘争であると再認識。帰国後、1946年2月から3月にかけて開催された中央委員会の会合でブラウダーイズムを激しく批判して、自分の意見が受け入れられないと見るや、中央委員会委員7人を引き連れて赤旗共産党（以下、赤旗）を結成した。
赤旗の主な活動拠点は、エーヤワディー地方域のピャーポン、マグウェ地方域のパコック、タニンダーリ地方域のタボイ、ラカインの農村部だった。小規模で資金にも乏しかったが、ソーの卓越した知性に惹かれた都市部の知識人、公務員、教師、弁護士、学生などのインテリ層からの支持が厚く、都市部で地下のネットワークを広げていた。ソーの著作『社会主義』も都市部の書店に置かれ、1960年代から1970年代にかけて広く読まれたのだという。
しかしかつて政府が「貪欲に読書し、大量に執筆する。彼のやり方は極めて冷酷で、テロリスト、大量のパンフレット作成者、そして勇敢な運動家という資質を併せ持つ」と評した性格のせいで、ソーはあちこちで他人と衝突。組織は分裂を繰り返し、1950年代後半には、ほぼ勢力を失った。1963年に開催された政府主催の和平交渉に、ソーは軍服を着た若い愛人たちをはべらせてラカインから唯一参加したが、その席でソーは、テーブルの上にスターリンの肖像画を置き、フルシチョフの修正主義と毛沢東の日和見主義批判を捲し立て始め、たった3回で交渉は打ち切られた。そして1970年、ソーは5番目の妻、生まれたばかりの息子、30人の支持者とともにヤンゴンに赴き、当局に逮捕された。ヤンゴンへ発つ前にソーは、支持者たちに「BSPPを組織するために行く」と言い残し、逮捕された後も「私はカストロやディミトロフとは違う。新しい方法を見つけた」というメッセージを彼らに送り、裁判ではBSPPへの入党を申請した。支持者たちは、ソーのこれらの言動を政府に降伏し、政府のために働くことを決意したものと理解したのだという。降伏した理由は、革命運動の失敗と老齢、最後の妻と64歳で父親となったばかりの息子の世話に対する不満が入り混じったためだったとも言われる。

## 晩年
ソーは死刑判決を受けたが、1974年に減刑され、1980年の大恩赦の際に釈放された。その際、ウー・ヌ、バースエら恩赦を受けた要人たちを招いた昼食会が開かれたが、その席で彼らは「もしもソーが権力を握っていたら、このテーブルにいる者はほとんど死んでいただろう」と述べた。ソーはそれを否定しなかったが、それでも「国は今よりひどい混乱には陥らなかっただろう」と主張したのだという。その後ソーは、ミャンマーの独立への功績でネ・ウィンから国民栄誉賞と国家年金を授けられ、その後はヤンゴンで風変わりな政治活動家として穏やかな年金暮らしを送った。かつての戦友・ネ・ウィンの自宅にも頻繁に招かれたのだという。
ソーが釈放された2年後、ヤンゴンでソーに会った、ミャンマー学者のロバート・H・テイラーは、その時の様子を以下のように語っている。
自伝には新発見は何もなかったものの、世界経済に関する100ページほどの原稿は、東京のビル居住者が支払う家賃の高さに言及した『ニューズウィーク』の文章を引用して、財産と地代を廃止することを提唱したユニークなものだったのだという。
その後、ソーは、8888民主化運動の際に、蜂起を指示する熱烈なアピール文を発表し、赤旗支持者が結成した統一発展党（Unity and Development Party：UDP）の後援者となった。翌1989年、ソーは当時民主派のリーダーとして台頭しつつあったアウンサンスーチー宛に、自分の過ちを繰り返さず、国軍と協力しないように警告する手紙を書き、同年5月6日、ヤンゴンで死去した。